# Parque de la Font Florida
El parque de la Font Florida se encuentra junto a la montaña de Montjuïc, cerca de la Zona Franca, en el Distrito de Sants-Montjuïc de la ciudad española de Barcelona. Fue creado en 1995 con un proyecto de Carles Casamor, Ramon Marquès y Carles Fuentes.

## Descripción
El parque tiene dos zonas diferenciadas: una gran plaza arbolada, con bancos, fuentes, áreas infantiles, pistas de petanca y una alberca que aporta frescura al ambiente, rodeada de ombúes; y una zona verde encaminada por la vertiente de una alta loma, donde destaca una plantación de chopos, mientras que en su base el espliego forma una manta de color azul en verano, que contrasta con el amarillo de las tipuanas. La primera zona es más urbana, con árboles alineados y espacios para el disfrute de la gente, mientras que la segunda es más silvestre, a imitación del estilo jardinero iniciado en la montaña de Montjuïc por Jean-Claude Nicolas Forestier para la Exposición Internacional de Barcelona de 1929.

## Vegetación
Entre las especies presentes en el parque se hallan: la tipuana (Tipuana tipu), el almez (Celtis australis), el pino piñonero (Pinus pinea), el pino carrasco (Pinus halepensis), la encina (Quercus ilex), el falso pimentero (Schinus molle), el ombú (Phytolacca dioica), el chopo (Populus x canadensis), el eucalipto (Eucalyptus camaldulensis), la retama de olor (Spartium junceum), la lavanda (Lavandula officinalis) y la jacaranda (Jacaranda mimosifolia).